# Bundesautobahn 70
De Bundesautobahn 70 (kortweg A70 en ook wel Maintalautobahn genoemd) is een Duitse autosnelweg die van de A7 bij Schweinfurt via Bamberg naar de A9 bij Bayreuth. Bij Bayreuth gaat de autosnelweg over in de B303 die naar de grensovergang Schirnding leidt.

## Werkzaamheden

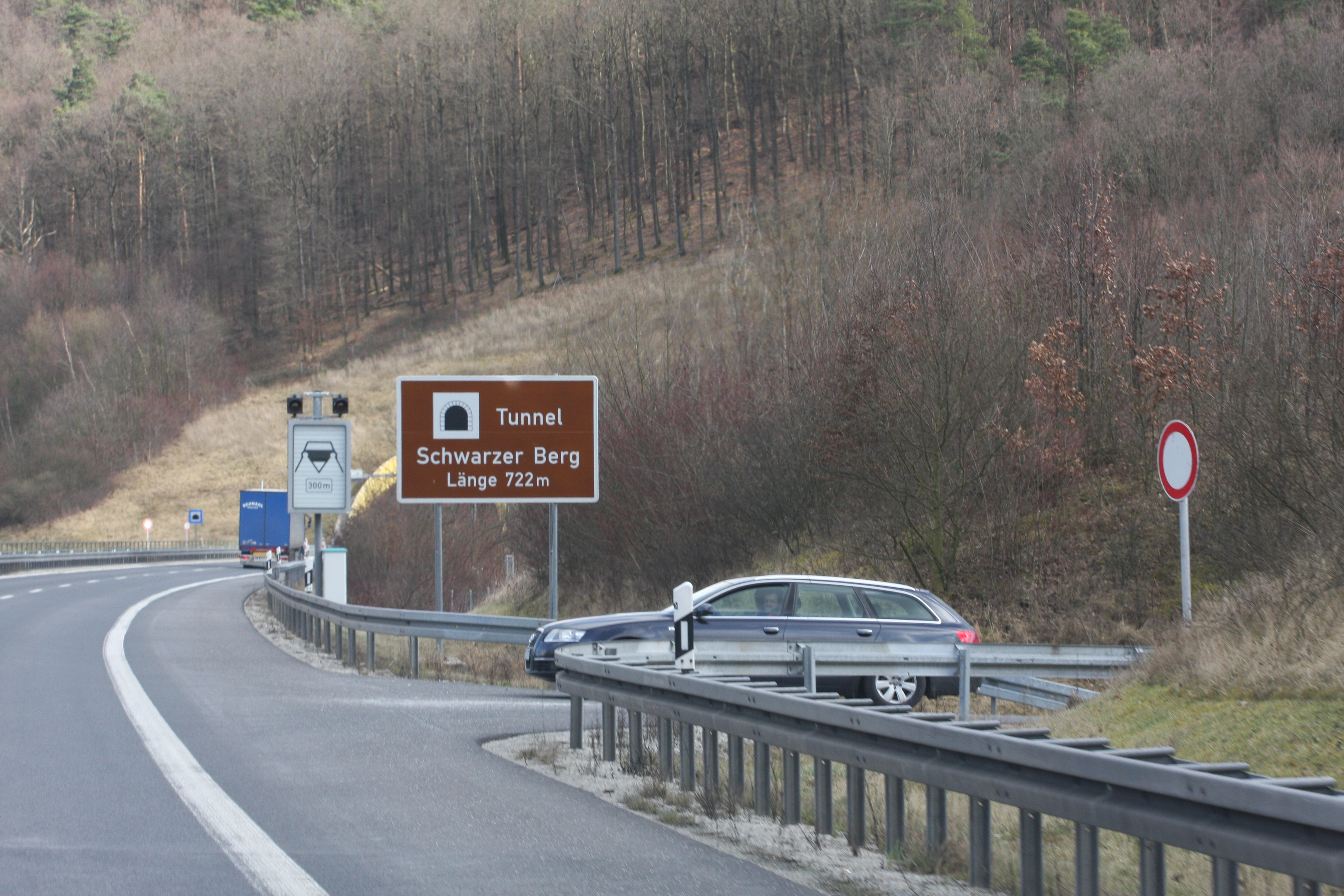
De ingang van de Schwarzer Bergtunnel in de richting van Bamberg.

Tussen 1987 en 2006 was de autosnelweg bij de tunnel onder de Schwarzer Berg slechts als tweestrooksweg uitgevoerd. Sinds december 2006 is de gehele A70 uitgevoerd als vierstrooksweg met vaste rijbaanscheiding.
Bij de aanleg van de tweede rijstrook ter hoogte van de Schwarzer Bergtunnel werd eerst de tweede tunnelbuis aangelegd. Daarna werd de oude tunnelbuis gesloten voor ouderhoud, en werd het verkeer door de nieuwe tunnelbuis geleid. Sinds midden 2005 zijn beide tunnelbuizen voor het verkeer beschikbaar.
Na de aanleg van de tweede tunnelbuis werd direct begonnen met de verbreding van de brug over de Main. Sinds december 2006 kan het verkeer de verbrede brug gebruiken.

## Planning

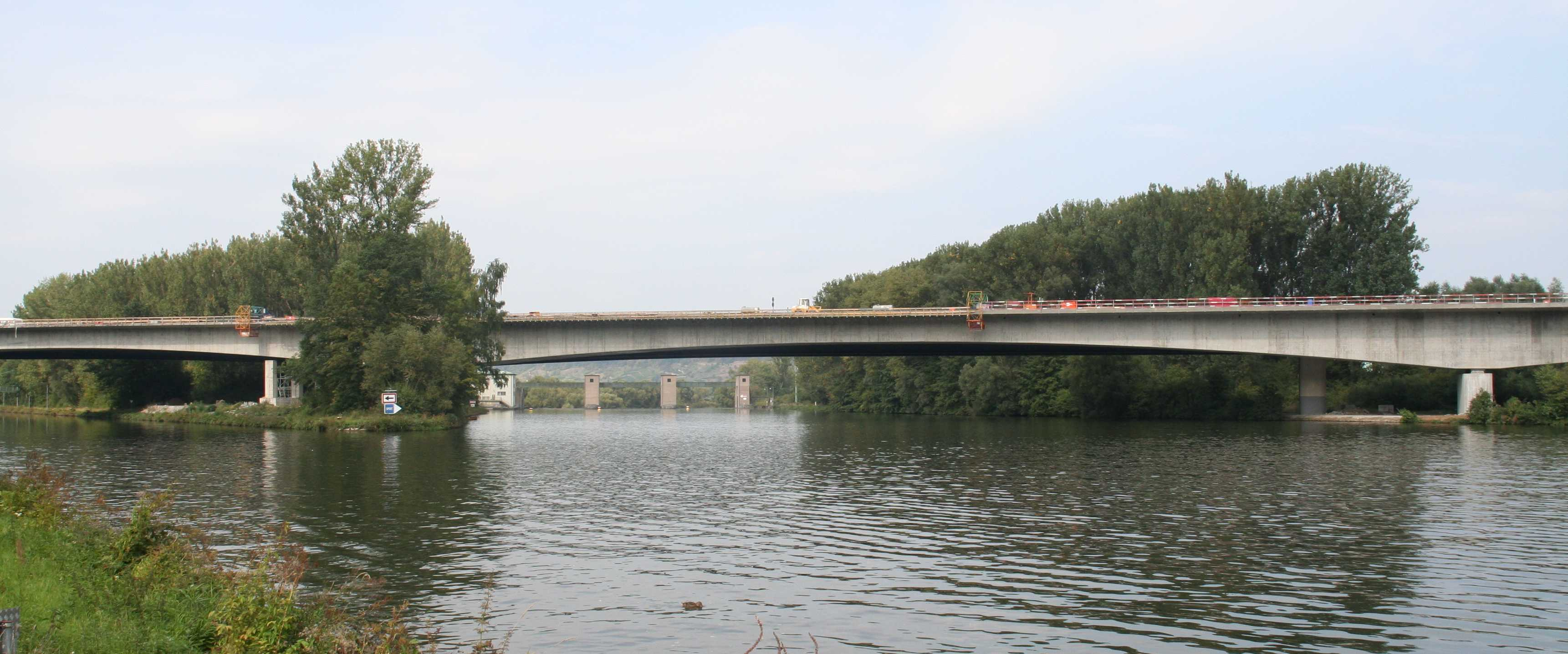
De brug over de rivier de Main bij Eltmann

Oorspronkelijk zou de A70 tot de Tsjechische grens bij Schirnding worden doorgetrokken. Dat plan is ingetrokken.
Op het moment is een verlenging gepland waarbij de A70 via Karlstadt en om Würzburg aan zal sluiten op de A3. Het gehele project wordt op dit moment onder de naam Bundesstraße 26 neu uitgevoerd. Er bestaat echter flinke weerstand bij de bevolking van het district Main-Spessart tegen de uitvoering van die plannen.